# Tipula stoneana
Tipula stoneana är en tvåvingeart som beskrevs av Alexander 1943. Tipula stoneana ingår i släktet Tipula och familjen storharkrankar. Inga underarter finns listade i Catalogue of Life.